# Mallasamudram
Mallasamudram è una suddivisione dell'India, classificata come town panchayat, di 17.125 abitanti, situata nel distretto di Namakkal, nello stato federato del Tamil Nadu. In base al numero di abitanti la città rientra nella classe IV (da 10.000 a 19.999 persone).

## Geografia fisica
La città è situata a 11° 28' 60 N e 78° 1' 60 E e ha un'altitudine di 223 m s.l.m..

## Società

### Evoluzione demografica
Al censimento del 2001 la popolazione di Mallasamudram assommava a 17.125 persone, delle quali 8.669 maschi e 8.456 femmine. I bambini di età inferiore o uguale ai sei anni assommavano a 1.653, dei quali 868 maschi e 785 femmine. Infine, coloro che erano in grado di saper almeno leggere e scrivere erano 10.563, dei quali 6.045 maschi e 4.518 femmine.